# RS-373
Pour les articles homonymes, voir Route 373.
La RS-373 est une route locale de l'État du Rio Grande do Sul qui relie la RS-115, sur le district de Varzea Grande de la municipalité de Gramado, à la fin de la zone urbaine de la commune de Santa Maria do Herval. Elle est longue de 24,550 km.